# مصطبة (مقعد)

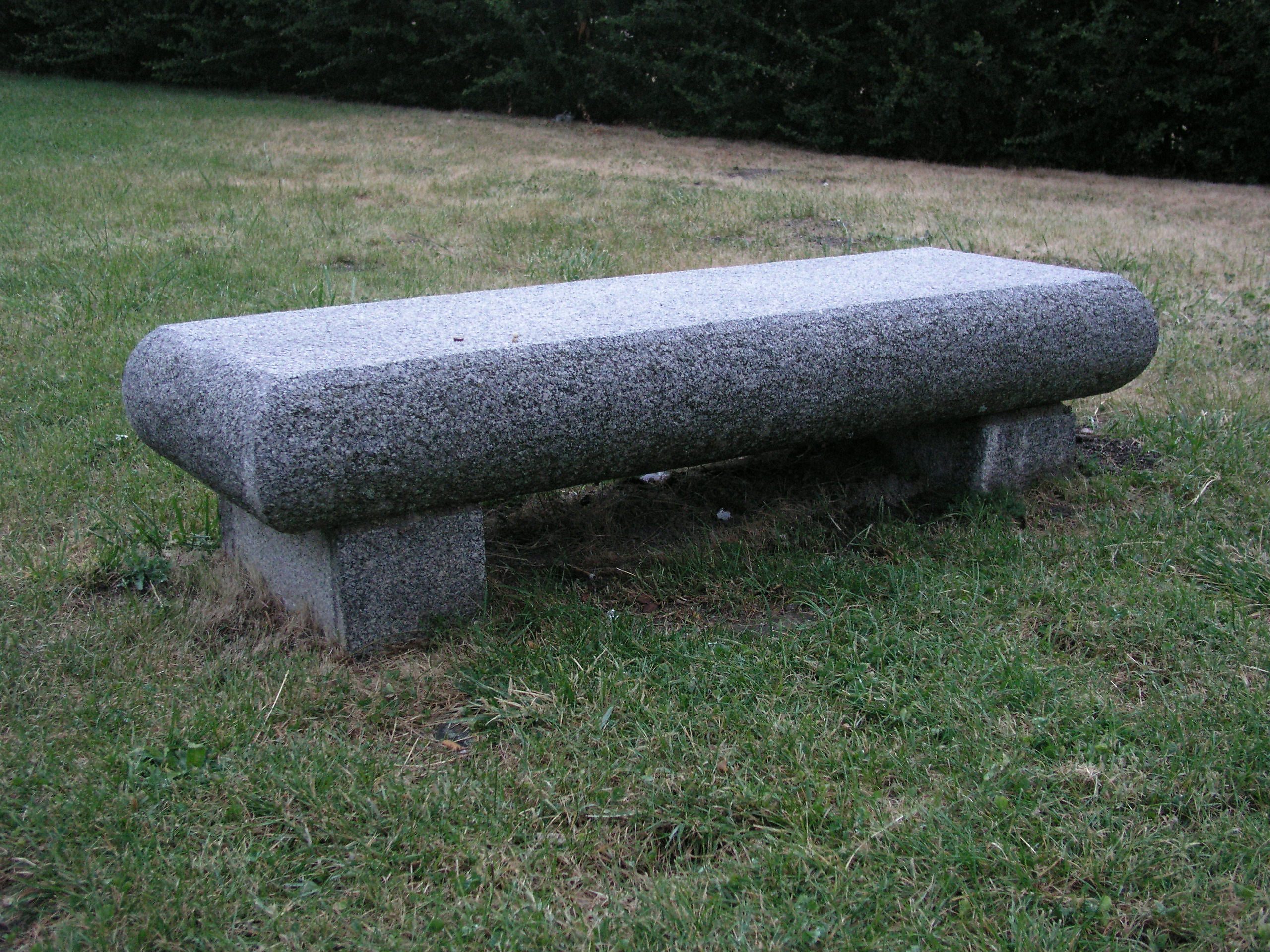
مقعد شبيه بالمصطبة.

المصطبة (الجمع: مَصْطَبَات، مَصَاطِب) وهي الدكة المبنية للجلوس عليها، والمصطبة هي مكان مرتفع قليلًا يجلس عليه.
توجد المصاطب في الشوارع، حيث يجلس عليها الناس، وهي شبيهة بالمقعد، وفي المدارس، وهي المكان المرتفع تحت السبورة.